# 최미옥 (스키 선수)
최미옥(1971년 10월 13일~)은 조선민주주의인민공화국의 알파인 스키 선수이다. 1992년 동계 올림픽에 조선민주주의인민공화국 대표 선수로 참가했다.